# Fideicommissum a debitore relictum
Das fideicommissum a debitore relictum ist ein Institut des römischen Rechtes, ein Einzelfideikommiss. Es handelt sich bei ihm um die Anordnung der Leistung von Todes wegen an einen Dritten. Diese Anordnung geschieht in den beschriebenen Fällen im Rahmen der Verwahrung.

## Herkunft
Aus welchem Institut sich das fideicommissum a debitore relictum entwickelte, ist umstritten. Zum einen wird eine Entwicklung aus dem legatum vertreten, zum anderen eine Entwicklung aus dem allgemeinen fideicommissum („das der Treue Anvertraute“).
Nach Andreas Wacke vollzog sich die Entwicklung in der Zeit der „hohen Klassik“ und maßgeblich durch ein Reskript des Antoninus Pius. Eine Neuerung gegenüber anderen rechtlichen Instituten ist der Befreiuungsanspruch.
Das Institut ist anhand zweier Stellen des römischen Rechtes bekannt, zwei Stellen des Juristen Ulpian, Digesten 30.77 und Digesten 40.45.pr., jedoch gibt es darüber hinaus Stellen, die als fideicommissum a debitore relictum bezeichnet werden.

## Rechtlicher Inhalt
Das fideicommissum a debitore relictum ist ein fideicommissum, bei dem der Schuldner des Erblassers – in den beiden das Rechtsinstitut beschreibenden Digestenstellen ein Verwahrer – an eine dritte Person und nicht an den Erben des Erblassers die ihm anvertraute Sache übergeben muss. Da der Schuldner dazu aber zunächst selbst bedacht worden sein muss, er aber bereits im Besitz des verwahrten Gutes ist, erlangt er die Befreiung von seiner Verwahrungspflicht. Dieses Vermächtnis wiederum ist beschwert mit der Leistungspflicht an einen Dritten („fideicommissum liberationis“ durch Weitergabe). Es wird als Nebenabrede zum eigentlichen Vertrag gesehen.
Der Begünstigte des fideicommissum erhält eine exceptio doli gegen den Erben und einen Befreiungsanspruch. Beides ist notwendig, da dieses Fideikommiss im Rahmen von Verwahrungsverhältnissen angewandt wurde und eigentlich der Erbe in die Stellung des Erblassers, der Vertragspartner des Verwahrers war, tritt. Den Anspruch konstruiert das kaiserliche Reskript, welches dieses rechtliche Institut umfassend beschreibt und festsetzt, durch zwei unterschiedliche Fideikommisse, ein Oberfideikommiss zulasten des Erben, der in dem Fideikommiss enthalten ist, der zulasten des debitor ist, also beispielsweise des Verwahrers.
Das Oberfideikommiss ist notwendig, denn durch ihn wird dem debitor, also beispielsweise dem Verwahrer, so viel aus dem Nachlass zugesprochen, wie er an den Dritten leisten muss. Aber das Oberfideikommiss ist auch notwendig, damit der Verwahrer eine exceptio doli gegen den Erben geltend machen kann.
Eine Belastung durch dieses fideicommissum ist, wie bei anderen fideicommissa, nur bei jemandem möglich, der durch das Testament begünstigt wurde (in diesem Fall wohl durch das Oberfideikommiss). Als Fideikomissar steht ihm die Falcidische Quart nicht zu.
Das fideicommissum a debitore relictum wird daher mit dem Vertrag zugunsten Dritter auf den Todesfall verglichen, denn der Anspruch des Dritten entsteht nicht durch einen Vertrag mit dem Dritten, sondern durch einseitiges Fideikommiss. Der Dritte erhält dann die Klagemöglichkeit ex fideicommisso. Teilweise wird auch vertreten, dass dem Dritten eine actio utilis zugesprochen wird.
Der Anspruchsgegner ist normalerweise der debitor, also beispielsweise der Verwahrer. Jedoch kann der Verwahrer das Oberfideikommiss, der ihn begünstigt, ausschlagen und muss dann an den Erben leisten. Tut er dies, wird der Anspruchsgegner der Erbe.
Bezüglich der Formvorschriften sei an die Vorschriften der Rechtsgeschäfte unter Lebenden anzuknüpfen. Man könne das Fideikommiss auch durch Erklärung vereinbaren.

## Entwicklung in der Rezeption
Seit dem 19. Jahrhundert sieht man das fideicommissum a debitore relictum nicht mehr als fideicommissum an, sondern als geschichtlichen Ausgangspunkt der Verträge zugunsten Dritter. In der Interpretation des heutigen §331 BGB wird das fideicommissum als historisches Vorbild des Vertrages zugunsten Dritter diskutiert und damit als Ansatzpunkt für eine historische Auslegung in Betracht gezogen.